# Normalplan för undervisningen i folkskolor och småskolor (1878)
Normalplan för undervisningen i folkskolor och småskolor  var en normalplan för småskolorna och folkskolorna i Sverige. Den infördes 1878, och innehöll bland annat första egentliga kursplanen i matematik för folkskolan.
Enligt den fastställdes att folkskolan, som var öppen för både pojkar och flickor, var 6-årig och indelad i småskola (årskurs 1-2) med småskollärare och egentlig folkskola (årskurs 3-6) med folkskollärare, och utbildningstiden vid folkskoleseminarium sattes till fyra år.

### Fotnoter
1. ↑  ”Kursplaner Grundskola - obligatoriska skolväsendet”. Nationellt centrum för matematikutbildning. 8 maj 2009. Arkiverad från originalet den 23 juli 2015. https://web.archive.org/web/20150723042006/http://ncm.gu.se/node/3605. Läst 22 juli 2015.
2. ↑  ”De enskilda skolorna och dess lärare under 1800-talet”. Gudrun Spetze. http://www.lararnashistoria.se/sites/www.lararnashistoria.se/files/artiklar/De%20enskilda%20skolorna%20under%201800-talet_0.pdf. Läst 22 juli 2015.